# Spring (computerspel)
Spring (voorheen bekend als TA Spring of Total Annihilation: Spring), is een 3D-open bron RTS-engine oorspronkelijk ontwikkeld door "the Swedish Yankspankers", bedoeld om de gameplay van Total Annihilation in drie dimensies te ervaren. De centrale game-engine is vrijgegeven onder de GNU General Public License; hoewel een legale kopie van Total Annihilation nodig is om de standaard "mod" bijgeleverd bij de standaard installatie te spelen. Maar er is wel een officiële uitgave samengesteld uit enkel vrije inhoud.
Spring wordt ontwikkeld door de Swedish Yankspankers en de Spring-gemeenschap. Het oorspronkelijke doel was om een spel te maken dat mods kan spelen ontworpen voor Total Annihilation. Dit doel is nu grotendeels bereikt, maar het project groeit verder en er komen steeds nieuwe mogelijkheden bij. Het spel is gericht op multiplayergames over het internet of over een lokaal netwerk. Een single player campaign of missies zijn nog niet ontwikkeld, alhoewel er reeds minimale ondersteuning voor dit geleverd wordt met LUA scripting. Er zijn ook al verschillende AI's in ontwikkeling, bruikbaar om zowel offline te spelen of als extra spelers in een online gevecht.

## De broncode
De broncode van spring is gepubliceerd onder de GNU General Public License en is voornamelijk geschreven in de programmeertaal C++ met als voornaamste uitzonderingen de lobby die geschreven is in Delphi en de LAN game server die geschreven is in Java. De C++ code is geschreven op een object-georiënteerde manier en is gedeeltelijk gedocumenteerd met de doxygen standaarden. Hoewel de meeste code nog niet degelijke gedocumenteerd is.
Het officiële broncode pakket bevat verschillende bestanden voor IDEs en voor extra programma's, zoals SCons, KDevelop, Visual Studio C++ 7.0/8.0, en XCode.

## Multiplayer-ondersteuning
Spring is ontworpen voor online multiplayer matches. Het gebruikt een deterministische spel simulatie die uitgevoerd wordt op alle spel clients. Enkel de commando's die gebruikers uitvoeren worden verzonden naar de andere spelers, dit verhinderd vals spelen. De Linuxversie is beschikbaar in 32 en 64 bit, terwijl de Windows-versie enkel in 32 bit beschikbaar is.

## Functies
Enkele functies van Spring zijn:
- Grote gevechten, met ondersteuning voor 5000 units per speler. (De speelbaarheid hangt dan wel af van de processoren van de spelers).
- Onbeperkte grondstoffen.
- Mogelijkheid om units te besturen via een FPS modus.
- Mogelijkheid voor zeer grote maps.
- 3D camera modus, met volledige bewegings vrijheid.
- Makkelijk te installeren AI's en mods.
- Realistische 3D trajecten voor projectielen en raket wapens.
- 3D lucht gevechten.
- Gedetailleerd terrein. Sommige maps kunnen rechtstreeks geëxporteerd worden naar terrein renderings programma's zoals L3DT en Terragen.
- Vervormbaar terrein.
- Compatibel met unit bestanden van Total Annihilation, zodat extra units gemakkelijk toegevoegd of gemaakt kunnen worden.
- Tot maximaal 32 spelers voor multiplayer.